# 柳豫
柳豫，台灣YouTuber、小說家，影片以三國歷史題材為主，為台灣推理作家協會成員，第15屆台灣推理作家協會徵文獎首獎得主。

## 作品
- 〈傳染病〉， 2009年枋橋藝文獎小說優選。
- 《第一千個夏天》，2009年長篇小說。[1]
- 〈華麗的拋物線〉，短篇推理小說，2017年第十五屆台灣推理作家協會徵文獎首獎作品。[2]
- 〈還沒發亮的星星〉（收錄於《故事的那時此刻》，2022，博識圖書）[3]

## 外部連結
- YouTube上的說書人柳豫頻道
- 台灣推理作家協會官方網站：柳豫 （页面存档备份，存于）
- 大豫言家-說書人柳豫 （页面存档备份，存于）